# Nationalist People's Coalition
De Nationalist People's Coalition (NPC) is een politieke partij in de Filipijnen. De partij is in 1991 ontstaan door een afscheiding van enkele leden van de Nacionalista Party.

## Geschiedenis
De partij werd opgericht in 1991 door enkele leden van de Nacionalista Party onder leiding van de toenmalige gouverneur van Rizal Isidro Rodriguez. De aanleiding voor de afscheiding lag in onenigheid met de partijleider van Nacionalista Party, de toenmalige vicepresident van de Filipijnen Salvador Laurel in de aanloop naar de verkiezingen van 1992. Namens de nieuwe partij deden vervolgens de invloedrijke zakenman Eduardo "Danding" Cojuangco en senator Joseph Estrada mee aan de verkiezingen voor de posities van respectievelijk president en vicepresident van de Filipijnen. Cojuangco verloor de presidentiële verkiezingsstrijd van Fidel Ramos, maar Estrada won het vicepresidentschap met overmacht.
In verkiezingen van 1995 deed de NPC als oppositiepartij, tegen de Lakas-Laban coalitie van president Ramos, met 12 mensen mee aan de verkiezingen voor de Filipijnse Senaat. De partij won echter slechts drie van de beschikbare 12 zetels in het Senaat. Deze drie senatoren waren in volgorde van het aantal stemmen dat ze kregen: Miriam Defensor-Santiago, Gregorio Honasan en Anna Dominique Coseteng. Hierbij dient te worden aangetekend dat Gregorio Honasan in feite een onafhankelijke kandidaat was die slechts in naam meedeed aan de verkiezingen van 2004.
Tijdens de verkiezingen van 1998 was de NPC onderdeel van de Laban ng Makabayang Masang Pilipino ook wel LAMMP. Dit was de coalitie van partijen die vicepresident Joseph Estrada moest helpen om tot president gekozen te worden. Andere partijen in deze coalitie waren Laban ng Demokratikong Pilipino, Partido ng Masang Pilipino en PDP-LABAN.
De NPC scheidde zich af van de inmiddels opgeheven LAMMP coalitie toen Estrada gedwongen werd af te treden na de EDSA-revolutie in januari 2001. Op het moment dat Gloria Macapagal-Arroyo aantrad als president werd haar "People Power Coalition" geleid door Lakas-CMD de dominante groepering in het Filipijns Congres. De 75 leden tellende Lakas partij was de grootste partij van de "Sunshine Coalition", die ook de 61 leden van de NPC, enkele leden van de Liberal Party en enkele andere kleinere partijen omvatte. De LDP leidde de oppositie van 20 leden.
In 2004 wilden LDP en NPC een hernieuwde samenwerking aangaan om zo zakenman en voorzitter van de NPC Eduardo “Danding” Cojuangco te steunen in een gooi naar het presidentschap. Cojuangco trok zich echter terug. Na de verkiezingen van 2004 had het NPC geen enkele zetel in het Senaat en 53 zetels in het Huis van Afgevaardigden.

## Leden
Enkele bekende leden van de NPC zijn:
- Eduardo Cojuangco jr. - de voorzitter van NPC
- Ernesto Maceda - voormalig Senaatspresident en president emeritus van de NPC
- Faustino Dy jr. - voormalig gouverneur van de provincie Isabela. President van de NPC
- Michael John Duavit - vicepresident van de NPC
- Francis "Chiz" Escudero - senator
- Joseph Felix Durano - congreslid en secretaris-generaal van de NPC
- Estelito P. Mendoza - advocaat en voormalig openbaar aanklager
- Vicente Sotto III - voormalig senator
- Teresa Aquino-Oreta - voormalig senator
- Loren Legarda- senator
- Richard Gomez -acteur
- Anna Dominique Coseteng - voormalig senator
- Sherwin Gatchalian voormalig lid van het Huis van Afgevaardigde namens het district van Valenzuela en burgemeester van diezelfde stad.